# 高木理江
高木 理江（たかき りえ、1983年8月9日 - ）は、日本の元女子バレーボール選手。

## 来歴
小学校4年生からバレーボールを始める。小・中学時代のポジションはレフト。高校は山口県の強豪・三田尻女子高校（現・誠英高等学校）に進学。ポジションはセンター。
後輩の栗原恵らと共に、2000年インターハイ・国体（少年A女子）、翌2001年春高バレー・インターハイを征し、4冠を達成。またこの年の学生東西対抗戦メンバー（西軍）に選出された。
2002年4月、JTマーヴェラスに入団。チームは前年度にVリーグから下部リーグであるV1リーグに降格しており、入団初年度はV1リーグでの戦いであった。同年、全日本代表Bチームに選出。
2005年、第54回黒鷲旗大会から、同年開催されたV・サマーリーグ西部予選にかけての数ヶ月間はライトに挑戦していたが、同年9月から開催の第12回Vリーグからはレフトに完全コンバートした。この間、ジャンプサーブにも挑戦したが完成度が低く1日で封印した。
2006年、第55回黒鷲旗大会終了後、監督の寺廻太からキャプテンに指名される。「簡単に受諾できるものではない」という高木の生真面目な性格から了承の返答は1ヵ月後になったという 。結局、2008/09シーズンまで主将を務めチームに貢献した。
2006-07V・プレミアリーグではレギュラーを獲得。真面目かつひたむきなプレーでチームを牽引し、チーム史上初となる決勝進出を果たし、準優勝に導く。2007年5月に開催された、第56回黒鷲旗大会においても3年ぶり3回目の準優勝に貢献した。
2011年5月、JTマーヴェラスを退団。以降、6年間競技生活を離れていた。
2017年5月、JT時代のチームメイトでもあった河合由貴と竹下佳江監督から誘いを受け（最初に声を掛けたのは河合とのこと）、ヴィクトリーナ姫路にて現役復帰。夏頃より、ポジションがレフトからミドルブロッカーとなる。
2018/19シーズンは主力選手として活躍し、姫路のV2リーグ優勝とV1リーグ昇格に大きく貢献した。
2019/20シーズンより、選手兼任コーチとなる。同シーズンをもって現役引退。引退後はチームの事務局で働く事となる。

## 所属チーム
- 牟礼小
- 牟礼中
- 三田尻女子高校（現・誠英高等学校）
- JTマーヴェラス（2002-2011年）
- ヴィクトリーナ姫路（2017-2020年）

## 個人成績
Vリーグ及びVプレミアリーグレギュラーラウンドにおける個人成績は下記の通り。
| シーズン | 所属 | 出場 | 出場   | アタック | アタック | アタック | アタック | ブロック | ブロック | サーブ | サーブ | サーブ | サーブ | レセプション | レセプション | 総得点 | 備考 |
| -------- | ---- | ---- | ------ | -------- | -------- | -------- | -------- | -------- | -------- | ------ | ------ | ------ | ------ | ------------ | ------------ | ------ | ---- |
| シーズン | 所属 | 試合 | セット | 打数     | 得点     | 決定率   | 効果率   | 決定     | /set     | 打数   | エース | 得点率 | 効果率 | 受数         | 成功率       | 総得点 | 備考 |
| 2003/04  | JT   | 2    | 0      | 0        | 0        | 0.0%     | %        | 0        | 0.00     | 0      | 0      | 0.00%  | 0.0%   | 0            | 0.0%         | 0      |      |
| 2004/05  | JT   | 24   | 24     | 69       | 22       | 31.9%    | %        | 7        | 0.29     | 84     | 4      | 4.76%  | 8.0%   | 39           | 79.5%        | 33     |      |
| 2005/06  | JT   | 27   | 54     | 65       | 27       | 41.5%    | %        | 1        | 0.02     | 68     | 2      | 2.94%  | 12.6%  | 92           | 50.0%        | 30     |      |
| 2006/07  | JT   | 27   | 93     | 540      | 156      | 28.9%    | %        | 17       | 0.18     | 333    | 13     | 3.90%  | 9.1%   | 643          | 71.5%        | 186    |      |
| 2007/08  | JT   | 27   | 99     | 559      | 195      | 34.9%    | %        | 18       | 0.18     | 281    | 17     | 6.05%  | 14.4%  | 773          | 66.1%        | 230    |      |
| 2008/09  | JT   | 27   | 80     | 41       | 12       | 29.3%    | %        | 4        | 0.05     | 117    | 6      | 5.13%  | 12.2%  | 129          | 58.9%        | 22     |      |
| 2009/10  | JT   | 28   | 14     | 23       | 10       | 43.5%    | %        | 0        | 0.00     | 22     | 1      | 4.55%  | 15.9%  | 19           | 42.1%        | 11     |      |
| 2010/11  | JT   | 24   | 73     | 247      | 82       | 33.2%    | %        | 5        | 0.12     | 132    | 4      | 3.03%  | 7.9%   | 265          | 72.1%        | 91     |      |
| 通算     | 通算 | 186  | 407    | 1544     | 504      | 32.6%    | %        | 52       | 0.13     | 1037   | 47     | 4.53%  | 11.0%  | 1960         | 67.5%        | 603    |      |